# Ароматненский сельский совет
Ароматненский сельский совет (укр. Ароматненська сільська рада, крымскотат. Aromatnoye köy şurası, Ароматное кой шурасы) — административно-территориальная единица в Бахчисарайском районе в составе АР Крым Украины (фактически до 2014 года; ранее до 1991 года — в составе Крымской области УССР в СССР).
Образован в 1970 году при расформировании Подгородненского сельского совета, в который ранее входили сёла.
По переписи 2001 года население составляло 2757 человек.
К 2014 году в сельсовет входило 5 сёл:
- Ароматное
- Викторовка
- Маловидное
- Репино
- Розовое

С 2014 года на месте сельсовета находится Ароматненское сельское поселение.